# Jesenikia filifornis
Jesenikia filifornis is een springstaartensoort uit de familie van de Isotomidae. De wetenschappelijke naam van de soort is voor het eerst geldig gepubliceerd in 1997 door Rusek.